# Herning-Ikast Transportcenter
Herning-Ikast Transportcenter er et transportcenter beliggende ved motorvej rute 15 (Herningmotorvejen) ved Birk mellem Herning og Ikast. Herning-Ikast Transportcenter blev stiftet i 1998  mellem Herning og Ikast Erhvervsforening. Transportcenteret rummer både kontor og transportvirksomhed, senere hen har transportcenter fået held med at få en forsøg med en modulvogntog. Formålet med det er at få store lastbiler fra Herning til Hanstholm Havn, hvor lasten så bliver sejlet ud til resten af verden.